# کگ‌ورث

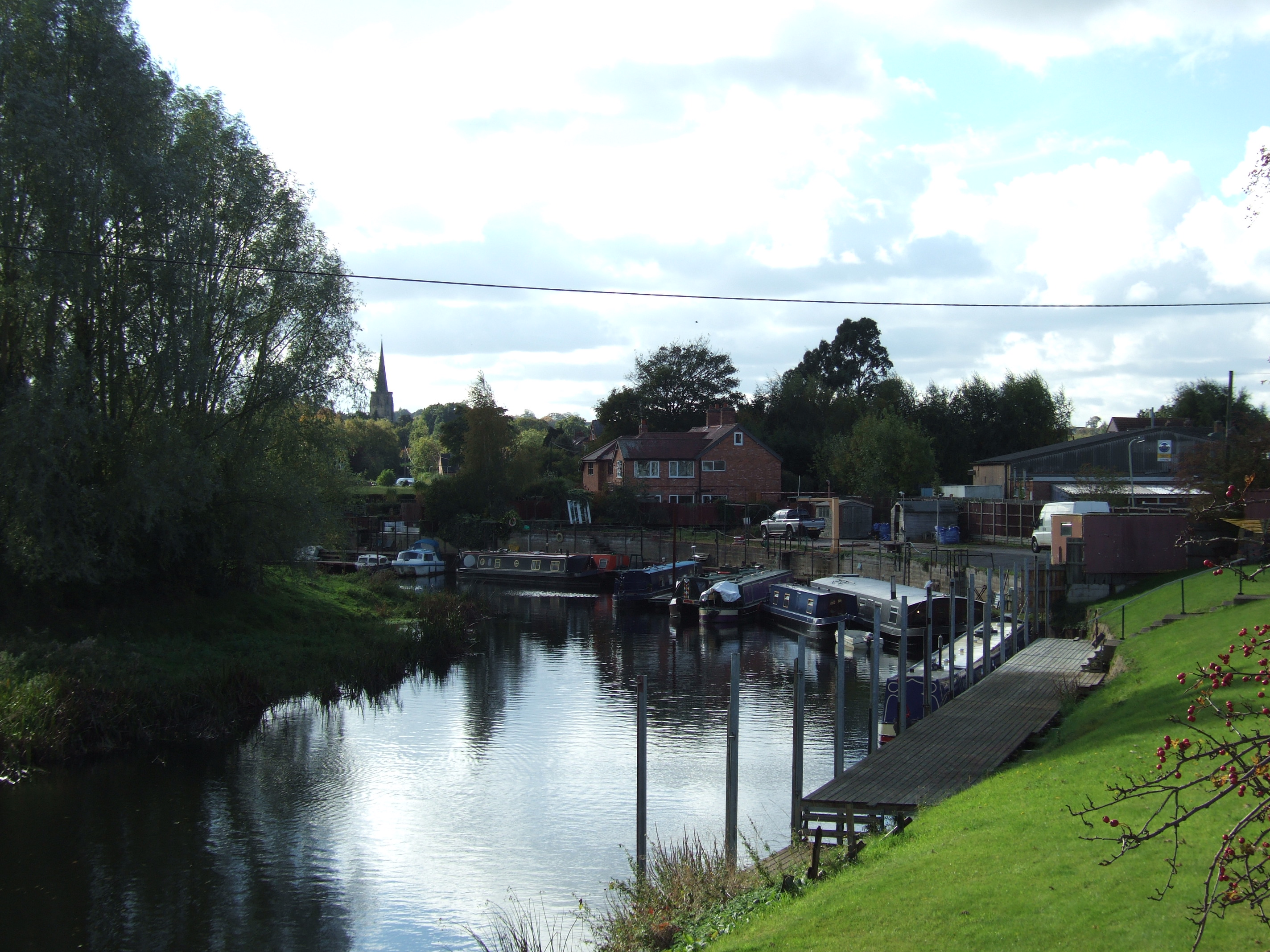
منظره از پل سوار - رودخانه كانالیزه مرزی بین ایالت های لسترشایر و ناتینگهامشایر است

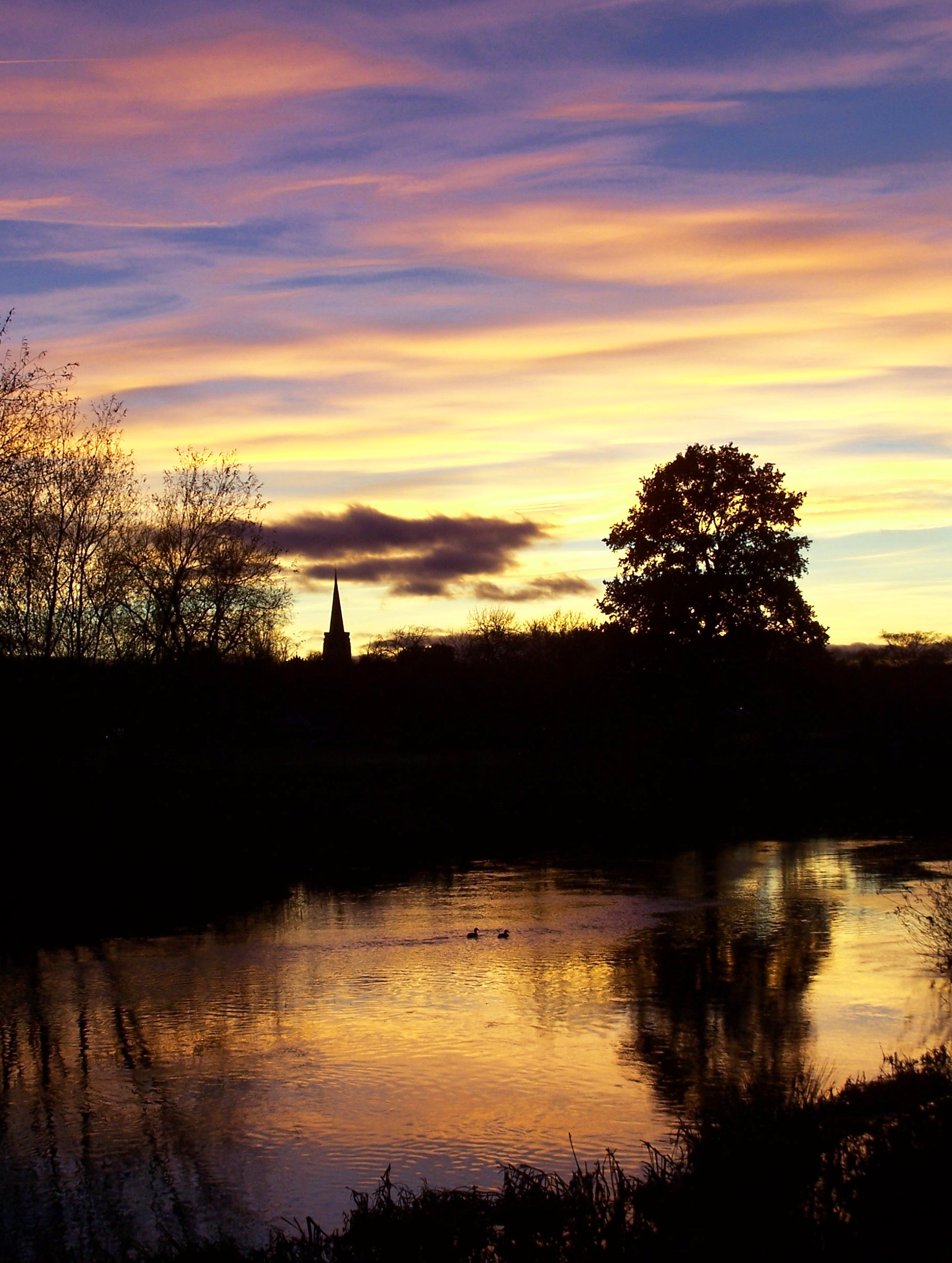
غروب آفتاب کگورث از پل سوار

کگ‌ورث یک دهکده بزرگ (جمعیت تقریباً 3500 نفر)  در منطقه شمال غربی لسترشر در منطقه انگلیسی میدلندز شرقی انگلستان است. این دهکده بخشی از مرز با ناتینگهام‌شر را تشکیل می دهد و در ۶ مایلی شمال لافبورو، ۱۲ مایلی جنوب غربی ناتینگهام ، ۱۲/۵ مایلی جنوب شرقی داربی، انگلستان و ۱۷ مایلی شمال لستر واقع شده است. جمعیت آن در سرشماری سال ۲۰۱۱ ۶۶۰۱ نفر اندازه‌گیری شد.